# نك دي فيرميان
نك دي فيرمان Nick de Firmian (ولد في 26 يوليو 1957 في فريزنو في كاليفورنيا) لاعب شطرنج أمريكي يحمل لقب أستاذ كبير.

## إنجازات
- فاز ببطولة الولايات المتحدة للشطرنج ثلاث مرات عام 1987 (بالتعادل مع جويل بنجامين)، 1995، 1998. وتعادل على المركز الأول مع لاري كريستيانسن عام 2002، ولكنه خسر أمامه في مباراة تحديد الغالب.
- مثل بلاده في أولمبياد الشطرنج أعوام 1980، 1986، 1984، 1988، 1990، 1996، 1998، 2000.

## ألقاب
- نال لقب أستاذ دولي عام 1979، ولقب أستاذ كبير عام 1985.

## حياته
- يقيم حالياً في الدانمارك مع زوجته كريستين وهي خبيرة في الشطرنج، وشاركت في منتخب الدانمارك للشطرنج سيدات.

## روابط خارجية
- نك دي فيرميان على موقع الاتحاد الدولي للشطرنج (الإنجليزية)
- نك دي فيرميان على موقع مباريات الشطرنج (الإنجليزية)
- نك دي فيرميان على موقع 365Chess.com (الإنجليزية)
- نك دي فيرميان على موقع Chesstempo.com (الإنجليزية)
- نك دي فيرميان على موقع الاتحاد الأمريكي للشطرنج (الإنجليزية)
- نك دي فيرميان سجل أولمبياد الشطرنج على موقع OlimpBase.org (الإنجليزية)